# فيلي شميد
فيلي شميد (بالألمانية: Wilhelm Eduard Schmid)‏ هو ناقد موسيقي وكاتب ألماني، ولد في 12 أبريل 1893 في فايلهايم إن أوبربايرن في ألمانيا، وتوفي في 30 يونيو 1934 في ميونخ في ألمانيا بسبب ليلة السكاكين الطويلة.